# Râul Shyok

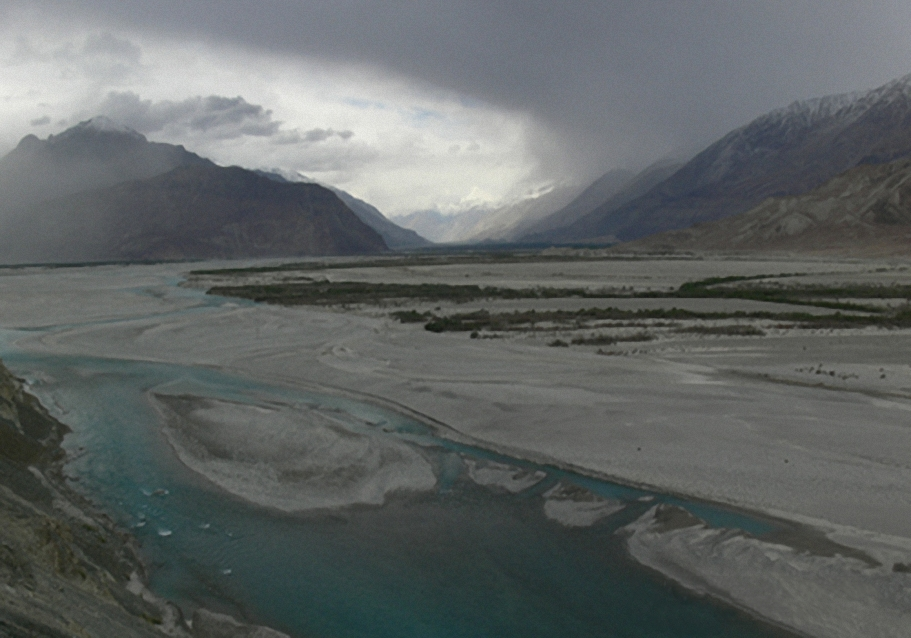
Râul și valea Shyok

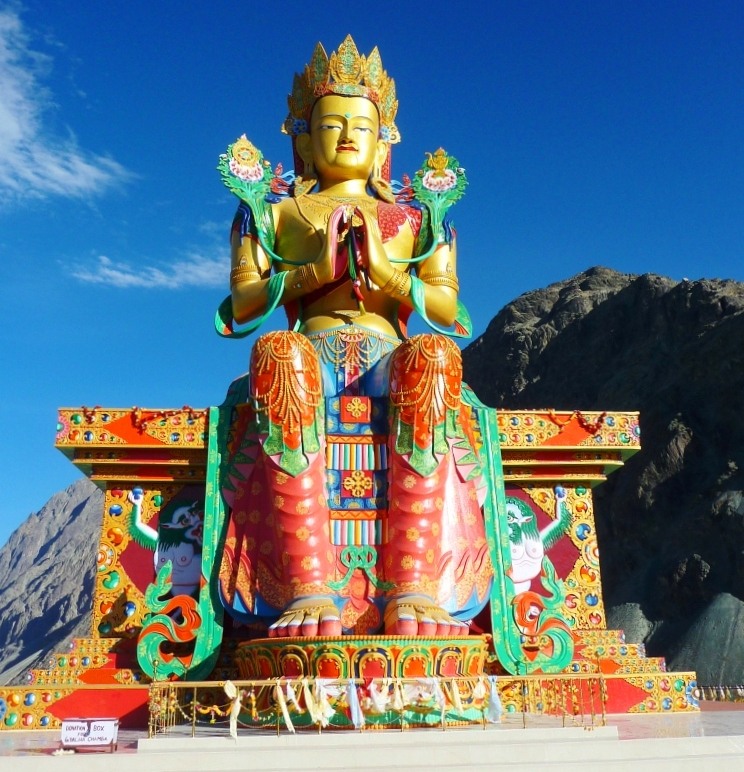
Statuie de 35 de metri a lui Buddha Maitreya, cu fața în direcția aval a râului Shyok

Râul Shyok este un afluent al Indusului, care curge prin nordul Ladakhului din India și apoi trece în Gilgit-Baltistan⁠(d) din Pakistan, traversând aproximativ 550 km.
Râul Shyok izvorăște din ghețarul Rimo⁠(d). Cursul său este foarte neobișnuit. Pornind din ghețarul Rimo, curge în direcția sud-est și, când pătrunde în Munții Pangong⁠(d), cotește spre nord-vest, curgând paralel cu traiectoria sa anterioară. Valea Shyok se lărgește la confluența cu râul Nubra⁠(d), dar se transformă brusc într-un defileu îngust lângă Yagulung, continuând prin Bogdang⁠(d), Turtuk⁠(d), și Tyakshi⁠(d) înainte de a trece în Baltistan⁠(d). Valea se lărgește din nou lângă confluența cu râul Saltoro⁠(d) de la Ghursay⁠(d). Râul se varsă în Indus la Keris, la est de orașul Skardu⁠(d).
Râul Nubra, care izvorăște din ghețarul Siachen, se comportă și el la fel ca Shyokul. Înainte de Diskit, Nubra, care curge spre sud-est, cotește spre nord-vest aproape de confluența cu râul Shyok. Similitudinea cursurilor acestor două râuri importante indică probabil o serie de falii paleolitice cu orientare nord-vest–sud-est în delimitarea cursurilor superioare ale râurilor.

## Denumirea
Numele Shyok (sau Shayog) este derivat din cuvintele tibetane ཤག་མ (shag) „pietriș” + གཡོག་ (gyog) „a răspândi” și, prin urmare, înseamnă „cel care împrăștie pietrișul”, cu referire la cantitățile mari de pietriș pe care râul le depune atunci când se revarsă. Numele este uneori pronunțat incorect, ca un cuvânt care înseamnă „râul morții”.

## Valea
Valea Shyokului este aproape de Valea Nubra⁠(d). Khardung La din Munții Ladakh⁠(d) se află la nord de Leh și este poarta de acces către văile Shyok și Nubra. Ghețarul Siachen se află puțin mai sus, de-a lungul unei părți a acestei din urmă văi.

## Afluenți
Râul Chang Chen Mo⁠(d) se formează în vecinătatea Pamzalului, în platourile Changchinmo din Ladakh, și curge spre vest, vărsându-se în râul Shyok.
Râul Galwan⁠(d) se află în partea de sud a Aksai Chinului⁠(d). Galwan izvorăște din zona Samzungling și curge spre vest, unde se va vărsa în râul Shyok.
Râul Nubra⁠(d) este un afluent al râului Shyok. Curge în regiunea Ladakh din India.
Râul Saltoro izvorăște la poalele crestei vârfului Saltoro Kangri⁠(d) și curge spre sud-vest. O altă ramură pornește din vestul ghețarului Siachen și curge spre vest pentru a se alătura acestora în satul Dumsum. La nord de Valea Ghursay, se întâlnește cu râul Hushe⁠(d) care curge de la vârful Mashburm și se varsă în râul Shyok la sud-vest.